# خافيير باراخا فيغاس
خافيير باراخا فيغاس (بالإسبانية: Javier Baraja) (مواليد 24 أغسطس 1980 في بلد الوليد - إسبانيا) لاعب كرة قدم إسباني يلعب حاليا لصالح نادي الدرجة الأولى ريال بلد الوليد الإسباني منذ 2000 في مركز الظهير الأيمن كما يجيد اللعب في مركز قلب الدفاع .

## روابط خارجية
- خافيير باراخا فيغاس على موقع قاعدة بيانات كرة القدم.إي يو (الإنجليزية)
- خافيير باراخا فيغاس على موقع Soccerway.com (الإنجليزية)
- خافيير باراخا فيغاس على موقع عالم كرة القدم.نت (الإنجليزية)
- خافيير باراخا فيغاس على موقع كووورة
- خافيير باراخا فيغاس على موقع AS.com (الإسبانية)